# MV Bill
Alex Ebinaldo Pereira, más conocido por el nombre artístico de MV Bill (Río de Janeiro, 3 de enero de 1974) es un rapero brasileño. Se desempeña también como escritor, director, actor y es activista social.

## Trayectoria artística
- El "MV" de su a.k.a. proviene de "Mensajero de la Verdad" apodo dado por un grupo de señoras religiosas evangélicas dada su capacidad para mostrar la vida en las favelas.[2]
- Su tema "Soldado do Morro", especialmente el videoclip generó bastante polémica en Brasil, ya que el MC carioca fue acusado de hacer apología del crimen debido a la aparición de traficantes armados en las favelas.
- Ha fundado la ONG CUFA.
- Ha debutado como actor en la telenovela "Malhação".
- Se inició en el hip hop a través del breakdance.
- Antes de comenzar su carrera como MC llegó a cantar samba junto a su padre.
- Es originario de la favela Ciudad de Dios, famosa por la película homónima.
- Fue premiado por la UNESCO debido a su activismo social.
- Además de MC, también ha escrito tres libros.
- A diferencia de otros raperos brasileños, MV Bill nunca ha sido hostil a los medios de comunicación, concediendo numerosas entrevistas y asistiendo a programas televisivos.
- Caetano Veloso lo ha propuesto como candidato a la presidencia de Brasil.[3]

## Discografía
- Traficando Informação (2000)
- Declaração de Guerra (2002)
- Falcão, O Bagulho é Doido (2006)
- Causa e Efeito (2010)
- Retrato (2012)
- Monstrão (2013)
- Vitória Para Quem Acordou Agora e Vida Longa Para Quem Nunca Dormiu (2014)
- Contemporâneo (2015)

## Videografía
- Despacho Urbano (2009)

## Filmografía
Cine
- Falcão - Meninos do Tráfico [documental prod. por MV Bill] (2006)
- Sonhos Roubados - Ricardo (2010)
- Eu odeio o dia dos namorados - Tonhão (2013)

Televisión
- Malhação - Antônio (2010)
- Se Eu Fosse Você - Osvaldo Braga (2013)
- Llámame Bruna - Pastor Cícero (2018)

## Premios
| Año  | Premio                  | Categoría    | Ref   |
| ---- | ----------------------- | ------------ | ----- |
| 2009 | Video Music Brasil 2009 | Mejor rapero | [ 4 ] |